# هيو جون مونتجومري
هيو جون مونتجومري هو سياسي كندي، ولد في 31 يوليو 1878 في كندا، وتوفي في 30 أغسطس 1956 في إدمونتون في كندا. حزبياً، نشط في الحزب الليبيرالي الألبرتي. وقد انتخب عضو الجمعية التشريعية ألبرتا.